# Gare de Louisville-Union
Pour les articles homonymes, voir Union Station.
La gare de Louisville-Union (en anglais  Louisville Union Station) est une ancienne gare située dans la cité de Louisville dans le Kentucky. La gare fut construite en 1880 et fut officiellement ouverte le 7 septembre 1891 par la compagnie Louisville and Nashville Railroad. Depuis 1980, elle fait office de bureaux pour le Transit Authority of River City après deux années de restauration ayant coûté près de deux millions de dollars.
Le bâtiment est classé dans le Registre national des lieux historiques depuis 1975.
La gare était une des deux seules gares de l'État du Kentucky à abriter plusieurs compagnies ferroviaires. La station s'étendait sur un terrain de 16 ha ce qui en faisait une des plus importantes du sud du pays.

## Construction
La construction de la gare débuta en 1880 mais la fin des travaux fut retardée jusqu'en 1889 à cause de l'augmentation des coûts qui montèrent à 310 656,47 dollars. Tout le bâtiment fut construit par des artisans locaux sauf la tour horloge. L'architecte F. W. Mowbray fut employé pour le projet qui était de style architectural romanesque. L'extérieur fut fait avec des pierres calcaires de la région de Bowling Green (Kentucky) mais aussi de Bedford (Indiana) pour les garnitures. Le toit fut fait avec des ardoises,.
L'intérieur possédait un atrium, une salle à manger. Un balcon en fer forgé surplombait l'atrium. Les vitres étaient légèrement teintées en rose autour de cet atrium. Les murs étaient faits de marbre de Géorgie, de bois de chênes et de pins. Le sol était recouvert de carrelages en céramique.

## Service
La gare de l'Union était la porte d'entrée de la cité de Louisville pour beaucoup de personnes avec un maximum dans les années 1920 avec 58 trains par jour. La gare n'était pas employée que pour la Louisville and Nashville Railroad. Les compagnies Monon Railroad, Pennsylvania Railroad et Louisville, Henderson, & St. Louis y travaillaient également.
Les spectateurs du Kentucky Derby passaient également par la gare. La gare fut honorée d'une représentation de Sarah Bernhardt.
Le 17 juillet 1905, la gare fut touchée par un incendie et elle ne fut rouverte qu'en décembre. Les fenêtres teintées en rose furent remplacées par un vitrail de 84 panneaux. L'inondation de 1937 qui toucha toute la région fit fermer la gare durant 12 jours.
La compagnie Amtrak utilisa la gare de mai 1971 à octobre 1976. La gare fut utilisée jusqu'en 1979 par Amtrak et sa ligne Floridian qui reliait Chicago à Miami. De 2001 à 2003, Amtrack utilisa une voie de chemin de fer pour sa ligne Kentucky Cardinal.
Louisville and Nashville Railroad vendit la station au TARC qui dépensa deux millions de dollars entre 1979 et 1980 en vue de restaurer le réseau. Depuis la gare sert de bureau à cet organisme de transport public de Louisville.